# Franciszek Śniegoń
Franciszek Ksawery Śniegoń (niem. Franz Sniegon, ur. 2 października 1809, zm. 3 lipca 1891) – polski duchowny rzymskokatolicki, proboszcz parafii św. Marii Magdaleny w Cieszynie, dziekan dekanatu cieszyńskiego, wikariusz generalny Generalnego Wikariatu Biskupstwa Wrocławskiego dla Śląska Austriackiego w latach 1872–1891, biskup sufragan wrocławski (Biskup cieszyński) w latach 1883–1891.

## Życiorys
Franciszek Śniegoń urodził się w zamożnej rodzinie mieszczańskiej. Ukończył gimnazjum katolickie w Cieszynie, a następnie wstąpił do seminarium duchownego. Kurs z filozofii odbył w Brnie. Później kontynuował edukację z zakresu teologii na Wydziale Teologicznym Uniwersytetu Franciszka w Ołomuńcu. W 1831 roku przyjął diakonat i został skierowany przez władze diecezji wrocławskiej do posługi w Cieszynie. W 1832 roku otrzymał święcenia prezbiteriatu. W latach 1832–1840 zajmował stanowisko wikariusza i kapelana wojskowego przy parafii św. Marii Magdaleny w Cieszynie.
W 1840 roku objął funkcję administratora parafii rzymskokatolickiej w Ustroniu, gdzie postawiono przed nim zadanie uspokojenia nastrojów i uporządkowania spraw w związku z suspendowaniem miejscowego proboszcza. Następnie został przeniesiony do parafii w Lesznej Górnej, a w kolejnym roku do zdominowanej przez ewangelików wsi Trzycież. W 1850 roku otrzymał nominację na dziekana jabłonkowskiego. Po pięciu latach został proboszczem w Jabłonkowie. W nowym miejscu przyczynił się do ożywienia życia religijnego, rozbudowy kościoła parafialnego oraz rozwoju edukacji wśród ludności. W 1864 roku w uznaniu zasług dla lokalnej społeczności władze austriackie mianowały go inspektorem szkolnictwa Księstwa Cieszyńskiego. Tę funkcję cywilną pełnił do 1868 roku. 
Jego dokonania dostrzegły również władze kościelne. W 1859 roku Franciszek Śniegoń został mianowany radcą Generalnego Wikariatu, w 1866 roku sekretarzem komisariatu cieszyńskiego Generalnego Wikariatu, a w 1870 roku – komisarzem. W 1872 roku został zgłoszony jako kandydat na wikariusza generalnego austriackiej części diecezji wrocławskiej. 
Mimo problemów związanych z trwającym kulturkampfem 11 lipca 1872 roku został wikariuszem generalnym Generalnego Wikariatu Biskupstwa Wrocławskiego dla Śląska Austriackiego (komisariaty nyski i cieszyński). W związku z nowym stanowiskiem otrzymał tytuł prałata, przejął obowiązki dziekana cieszyńskiego i objął probostwo przy farze cieszyńskiej. 
Najwyższe władze cywilne Cesarstwa Niemieckiego i Cesarstwa Austrii początkowo podeszły do objęcia przez niego tak wysokiego stanowiska niechętnie. Był bowiem wówczas postrzegany jako działacz narodowościowy zainteresowany przede wszystkim losem współrodaków i polskim komisariatem cieszyńskim. Szybko zmieniono na jego temat zdanie, gdy energicznie podjął się także załatwiania spraw niemieckich wiernych z Generalnego Wikariatu, a zamieszkujących komisariat nyski. Wysoko oceniali jego pracę administratora kościelnego w Austro-Węgrzech duchowni pruscy z diecezji wrocławskiej. Dzięki temu w 1879 roku wyróżniono go tytułem kanonika honorowego kapituły katedralnej wrocławskiej. 
Odwilż w stosunkach pomiędzy Cesarstwem Niemieckim i Kościołem katolickim na Śląsku po śmierci Heinricha Förstera sprawiła, że otwarta została przed nim droga do zwiększenia autonomii wikariatu w Cieszynie, a nawet zrealizowania marzenia jego poprzedników o nowej diecezji. Sukces został osiągnięty, ale połowicznie. W 1883 roku, za wstawiennictwem cesarza Austrii, Franciszek Śniegoń otrzymał nominację na biskupa pomocniczego wrocławskiego z siedzibą tytularną w Tanis. Jako administrator mógł więc w zastępstwie ordynariusza m.in. święcić nowe kościoły i udzielać sakramentu bierzmowania.
Konsekracja Franciszka Śniegonia miała miejsce 30 września 1883 roku w kościele parafialnym św. Marii Magdaleny w Cieszynie. Sakry udzielił mu biskup diecezjalny wrocławski, Robert Herzog.
Biskup Śniegoń zmarł 3 lipca 1891 roku. Jego pogrzeb odbył się 7 lipca 1891 roku. Pochowany został na cmentarzu przy kościele św. Jerzego w Cieszynie. Po jego śmierci staraniem kardynała Georga Koppa ograniczono uzyskaną w wielu kwestiach samorządność Generalnego Wikariatu. Nowy wikariusz generalny, Karol Findiński, nie został konsekrowany biskupem pomocniczym wrocławskim, a także utracił część kompetencji na rzecz kanclerza Generalnego Wikariatu.

## Działalność społeczna
Franciszek Śniegoń jako administrator i proboszcz parafii, dziekan jabłonkowski, a następnie wikariusz generalny zaangażowany był w polski ruch narodowościowy na Śląsku Cieszyńskim.  
Jego staraniem rozwijało się szkolnictwo wiejskie w regionie. Powstały Polski Dom Katolicki w Cieszynie, Śląskie Towarzystwo Prasowe św. Jadwigi i Związek Śląskich Katolików.